# 井巻久一
井巻 久一（いまき ひさかず、1942年12月5日 - ）は、日本の実業家。マツダ株式会社相談役。同社の代表取締役社長、会長を歴任した。

## 来歴・人物
兵庫県西宮市山口地域出身。姫路工業大学（現、兵庫県立大学）を卒業後、1965年に東洋工業（後のマツダ）に入社。2003年8月、日本人では和田淑弘以来7年ぶり、生え抜きでは山本健一以来の社長に就任した。生産畑が長く、当時の親会社のフォード関係者からは「ミスター・マニュファクチャリング」と呼ばれた。

## 経歴
- 1955年 - 三田中学校（現、三田学園中学校）入学[2]。
- 1965年 - 姫路工業大学（現、兵庫県立大学）を卒業後、東洋工業に入社。
- 1993年 - 取締役技術本部長に就任。
- 1996年 - 本社工場（広島県安芸郡府中町）の工場長に就任。
- 1999年 - 専務取締役に就任。
- 2002年 - 代表取締役副社長に就任。
- 2003年 - 代表取締役社長兼CEOに就任。
- 2006年 - 代表取締役会長兼社長兼CEOに就任。
- 2008年 - 代表取締役会長に就任。
- 2010年 - 相談役最高顧問に就任。
- 2012年 - 相談役に就任。
- 2013年 - 兵庫県立大学特任教授に就任[3]。